# عاصم بن عدي
عاصم بن عدي (المتوفي سنة 45 هـ) صحابي من بلي، كان حليفًا لبني مالك بن عوف من الأوس، ردّه النبي يوم بدر، واستخلفه على قباء والعالية، ثم شارك في باقي المشاهد، وأمره النبي بعد غزوة تبوك بحرق مسجد ضرار.

## سيرته
كان عاصم بن عدي بن الجد بن العجلان البلوي القضاعي من حلفاء بني مالك بن عوف من الأوس. أسلم عاصم، وخرج مع النبي محمد ليشهد غزوة بدر، إلا أن النبي محمد ردّه لكسر لحق به، واستخلفه على أهل قباء والعالية، وضرب له بسهمه وأجره كمن شهدها. ثم شارك عاصم مع النبي محمد في باقي غزواته، كما بعثه النبي من تبوك، ومعه مالك بن الدخشم لإحراق مسجد ضرار ببني عمرو بن عوف بقباء.
توفي عاصم بن عدي سنة 45 هـ في خلافة معاوية بن أبي سفيان، وعمره 115 سنة، وقيل 120 سنة، وكان قصير القامة.

## روايته للحديث النبوي
- روى عن: النبي محمد.[4]
- روى عنه: سهل بن سعد وعامر الشعبي وابنه أبو البداح بن عاصم بن عدي.[4]